# Mi primo Vinny
Mi primo Vinny es una película cómica estadounidense de 1992, dirigida por Jonathan Lynn, escrita por Dale Launer y protagonizada por Joe Pesci, Ralph Macchio, Marisa Tomei, Mitchell Whitfield, Lane Smith, Bruce McGill y Fred Gwynne (en su última aparición cinematográfica).
La cinta cuenta la historia de dos jóvenes neoyorquinos que son arrestados y llevados a juicio por un asesinato que no cometieron mientras viajaban por las zonas rurales de Alabama, así como los cómicos intentos de su primo, Vincent Gambini, para defenderlos ante el tribunal. Gran parte del humor de la película proviene del contraste entre las personalidades de los temerarios neoyorquinos, Vinny y su novia Mona Lisa, y la gente del sur mucho más reservada.
La película fue un éxito tanto en la crítica como en el ámbito financiero. Pesci, Gwynne, y Tomei recibieron alabanzas por sus actuaciones, e incluso, Marisa Tomei ganó el Óscar a la mejor actriz de reparto. El filme también ha sido profusamente alabado por los abogados, debido a su acertada descripción de los procedimientos legales y la estrategia judicial.

## Argumento
Conduciendo por Alabama en su convertible Buick Skylark de 1964, Billy Gambini y Stan Rothenstein, jóvenes universitarios de Nueva York que acaban de ganar una beca para estudiar en la UCLA, compran provisiones en una pequeña tienda y roban accidentalmente una lata de atún. Después que se van, el empleado de la tienda es asaltado y asesinado por delincuentes. Sin embargo, Billy y Stan son acusados del asesinato debido a evidencia circunstancial y una confesión del robo que se interpreta erróneamente como una confesión del crimen. La madre de Billy le recuerda que hay un abogado en la familia: su primo Vinny. Vincent LaGuardia «Vinny» Gambini viaja allí, acompañado por su novia, Mona Lisa Vito. Aunque está dispuesto a aceptar el caso, Vinny se ha dedicado a casos vinculados a accidentes con lesiones en Brooklyn y solo obtuvo su título recientemente, debido a varios intentos fallidos por aprobar el examen final, además de no tener experiencia en juicios de carácter penal.
Vinny logra engañar al juez de primera instancia, Chamberlain Haller, respecto a su experiencia judicial. No obstante, su ignorancia de los procedimientos básicos de la corte, su presentación personal y su actitud abrasiva hacen que el juez lo amoneste constantemente. Para gran consternación de sus clientes, Vinny no interrogó a ninguno de los testigos en la audiencia preliminar y, excepto por la falta de un arma homicida, parece que el fiscal de distrito, Jim Trotter III, tiene un caso sólido que lo llevará a condenar a los acusados. Después de la pobre presentación de Vinny en la audiencia, Stan lo despide y usa al defensor público, John Gibbons, y casi convence a Billy para que haga lo mismo.
Sin embargo, al interrogar al primer testigo, el defensor público, como resultado de una preparación deficiente, termina por reforzar el caso de la fiscalía, algo que Stan temía que Vinny pudiera hacer.
A pesar de sus pasos en falso, Vinny muestra que puede compensar su inexperiencia con un estilo de cuestionamiento agresivo y perceptivo. Vinny desacredita rápidamente el testimonio del primer testigo y restablece la fe de Billy y Stan. Stan despide al defensor público y vuelve a contratar a Vinny, quien luego procede a desacreditar totalmente el testimonio de los siguientes dos testigos en el interrogatorio.
En el tercer día del juicio, Trotter lleva a un testigo sorpresa, el analista del FBI George Wilbur. Vinny expresa de inmediato y en voz baja su objeción al juez Haller, ya que el Sr. Trotter no informó adecuadamente a Vinny respecto a este testigo. El juez Haller elogia la objeción de Vinny, solo para anularla. El Sr. Wilbur testifica que el patrón y el análisis químico de las marcas de neumáticos que quedan en la escena del crimen son idénticos a los neumáticos en el Buick de Billy. El juez Haller ordena un receso de almuerzo de 60 minutos inmediatamente después del examen directo que el Sr. Trotter hizo del Sr. Wilbur. Vinny solicita una prórroga de 24 horas con el objeto de prepararse adecuadamente para el interrogatorio, pero el juez Haller niega la solicitud. Ante el escaso tiempo que tiene e incapaz de idear una línea de preguntas fuerte, Vinny ataca a Lisa, sin embargo, se da cuenta de que una de las fotos de Lisa tiene la clave de la defensa: las marcas planas e incluso las llantas que pasan por el bordillo revelan que el auto de Billy no pudo haber sido usado durante el asalto.
Después de solicitar una búsqueda de registros del alguacil local, Vinny lleva a Lisa a la corte para declarar como testigo experto. Durante el interrogatorio de Vinny, Lisa testifica que solo un automóvil con una suspensión trasera independiente y postración del diferencial de deslizamiento limitado podría haber dejado esas marcas, lo que descarta el Buick Skylark de Billy de 1964. Sin embargo, un modelo de automóvil con estas características es el Pontiac Tempest de 1963, de aspecto similar. Vinny vuelve a interrogar al experto del FBI George Wilbur, quien lo confirma. Vinny luego cita al sheriff local, quien testifica que dos hombres que encajan con las descripciones de Billy y Stan fueron arrestados en Georgia por conducir un Pontiac Tempest verde robado, y estaban en posesión de un arma del mismo calibre que la que se utilizó para matar al empleado. Ante los nuevos antecedentes, el fiscal Trotter retira todos los cargos. Al finalizar, el juez felicita al abogado por su cometido y, mientras se alejan, Vinny y Lisa discuten sobre los planes de su boda.

## Reparto
- Joe Pesci como Vincent LaGuardia «Vinny» Gambini
- Marisa Tomei como Mona Lisa Vito
- Ralph Macchio como Bill Gambini
- Mitchell Whitfield como Stan Rothenstein
- Fred Gwynne como el juez Chamberlain Haller
- Lane Smith como Jim Trotter III
- Bruce McGill como el Sheriff Dean Farley
- Austin Pendleton como John Gibbons
- Chris Ellis como J.T.
- James Rebhorn como George Wilbur
- Maury Chaykin como Sam Tipton
- Paulene Myers como Constance Riley
- Raynor Scheine como Ernie Crane
- Michael Simpson como Neckbrace
- Lou Walker como Grits Cook
- Kenny Jones como Jimmy Willis

## Estrenos
| País                                                                          | Fecha de estreno               |
| ----------------------------------------------------------------------------- | ------------------------------ |
| Alemania                                                                      | Jueves 28 de mayo de 1992      |
| Argentina                                                                     | Jueves 18 de junio de 1992     |
| Australia                                                                     | Jueves 21 de mayo de 1992      |
| Austria                                                                       | Viernes 29 de mayo de 1992     |
| Bélgica                                                                       | Miércoles 27 de mayo de 1992   |
| Belice · Costa Rica · El Salvador · Guatemala · Honduras · Nicaragua · Panamá | Viernes 15 de mayo de 1992     |
| Bolivia                                                                       | Jueves 2 de julio de 1992      |
| Brasil                                                                        | Viernes 22 de mayo de 1992     |
| Chile                                                                         | Viernes 19 de junio de 1992    |
| Chipre                                                                        | Viernes 3 de julio de 1992     |
| Colombia                                                                      | Jueves 11 de junio de 1992     |
| Corea del Sur                                                                 | Sábado 7 de noviembre de 1992  |
| Dinamarca                                                                     | Viernes 26 de junio de 1992    |
| Ecuador                                                                       | Miércoles 8 de julio de 1992   |
| Egipto                                                                        | Lunes 14 de septiembre de 1992 |
| España                                                                        | Viernes 22 de mayo de 1992     |
| Estados Unidos · Canadá                                                       | Viernes 13 de marzo de 1992    |
| Filipinas                                                                     | Miércoles 3 de junio de 1992   |
| Finlandia                                                                     | Viernes 24 de julio de 1992    |
| Francia                                                                       | Miércoles 20 de mayo de 1992   |

| País                         | Fecha de estreno                |
| ---------------------------- | ------------------------------- |
| Grecia                       | Viernes 3 de julio de 1992      |
| Hong Kong                    | Jueves 18 de junio de 1992      |
| Hungría                      | Jueves 27 de agosto de 1992     |
| India                        | Viernes 5 de febrero de 1993    |
| Indonesia                    | Martes 18 de agosto de 1992     |
| Israel                       | Viernes 29 de mayo de 1992      |
| Italia                       | Viernes 4 de septiembre de 1992 |
| Jamaica                      | Miércoles 17 de junio de 1992   |
| Japón                        | Sábado 13 de marzo de 1993      |
| Líbano                       | Viernes 26 de junio de 1992     |
| Malasia                      | Jueves 9 de julio de 1992       |
| México                       | Viernes 17 de julio de 1992     |
| Noruega                      | Jueves 16 de julio de 1992      |
| Nueva Zelanda                | Viernes 19 de junio de 1992     |
| Países Bajos                 | Miércoles 27 de mayo de 1992    |
| Perú                         | Jueves 25 de junio de 1992      |
| Portugal                     | Viernes 14 de agosto de 1992    |
| Puerto Rico                  | Jueves 14 de mayo de 1992       |
| Reino Unido Irlanda          | Viernes 17 de julio de 1992     |
| República Checa · Eslovaquia | Jueves 13 de agosto de 1992     |
| Singapur                     | Jueves 16 de julio de 1992      |
| Sudáfrica                    | Viernes 8 de mayo de 1992       |
| Suecia                       | Viernes 10 de julio de 1992     |
| Suiza                        | Viernes 29 de mayo de 1992      |
| Tailandia                    | Sábado 8 de agosto de 1992      |
| Taiwán                       | Sábado 27 de junio de 1992      |
| Turquía                      | Viernes 29 de mayo de 1992      |
| Uruguay                      | Viernes 12 de junio de 1992     |
| Venezuela                    | Miércoles 17 de junio de 1992   |

## Premios
Marisa Tomei ganó el Oscar a la mejor actriz de reparto.

## Polémica
El premio Oscar ganado por Marisa Tomei por esta película fue cuestionado durante años debido a que las otras candidatas al premio tenían, según algunos críticos, mejores méritos para obtenerlo. Debido a lo cual circuló el rumor de que Jack Palance, el actor encargado de presentar el galardón durante la ceremonia, había cambiado intencionalmente a la ganadora debido a que era la única estadounidense entre las cinco nominadas. Luego del error cometido durante la premiación de 2016 donde el presentador dio por ganadora a La La Land, en lugar de la verdadera triunfadora, Moonlight, donde la falta fue subsanada inmediatamente y durante la transmisión en vivo; se desestimó completamente la infamia que afectó durante más de una década a la legítima ganadora del premio de la Academia.